# بولشرومانوفکا
بولشرومانوفکا (به لاتین: Bolsheromanovka) یک منطقهٔ مسکونی در روسیه است که در سرزمین آلتای واقع شده‌است.